# Eventi sportivi nel 2018
Maggiori eventi sportivi del 2018 a livello internazionale, ordinati per disciplina.

## Atletica leggera
- 2 - 4 marzo: Campionati del mondo di atletica leggera indoor 2018,  Birmingham
- 5 - 8 luglio: Campionati europei under 18 di atletica leggera 2018,  Győr
- 10 - 15 luglio: Campionati del mondo under 20 di atletica leggera 2018,  Tampere
- 1 - 5 agosto: Campionati africani di atletica leggera 2018,  Asaba
- 6 - 13 agosto: Campionati europei di atletica leggera 2018,  Berlino

## Badminton
- 24 - 29 aprile: Campionati europei di badminton 2018,  Huelva
- 30 luglio - 5 agosto: Campionati mondiali di badminton 2018,  Nanchino

## Bob
- 4 novembre 2017 - 14 gennaio: Coppa Nordamericana di bob 2018
- 9 novembre 2017 - 21 gennaio: Coppa del Mondo di bob 2018
- 11 novembre 2017 - 14 gennaio: Coppa Europa di bob 2018
- 16 - 17 dicembre 2017: Campionati europei di bob 2018,  Igls
- 14 gennaio: Campionati europei juniores di bob 2018
- 27 - 28 gennaio: Campionati mondiali juniores di bob 2018,  Sankt Moritz

## Calcio
- 12 gennaio - 4 febbraio: Campionato delle Nazioni Africane 2018,  Marocco
- 4 - 20 maggio: Campionato europeo di calcio Under-17 2018,  Inghilterra
- 9 - 21 maggio: Campionato europeo femminile Under 17 di calcio 2018,  Lituania
- 14 giugno - 15 luglio: Campionato mondiale di calcio 2018,  Russia
- 16 - 29 luglio: Campionato europeo di calcio Under-19 2018,  Finlandia
- 18 - 30 luglio: Campionato europeo femminile Under 19 di calcio 2018,  Svizzera

## Calcio a 5
- 30 gennaio - 10 febbraio: UEFA Futsal Championship 2018,  Slovenia
- 1° - 11 febbraio: AFC Futsal Championship 2018,  Taipei

## Canoa
- 1° - 3 giugno: Campionati europei di canoa slalom 2018,  Praga
- 8 - 10 giugno: Campionati europei di canoa/kayak sprint 2018,  Belgrado
- 22 - 26 agosto: Campionati mondiali di canoa/kayak 2018,  Montemor-o-Velho

## Canottaggio
- 2 - 5 agosto: Campionati europei di canottaggio 2018,  Glasgow
- 9 - 16 settembre: Campionati del mondo di canottaggio 2018,  Plovdiv

## Ciclismo

### BMX
- 5 - 9 giugno: Campionati del mondo di BMX 2018,  Baku
- 10 - 11 agosto: Campionati europei di BMX 2018,  Glasgow

### Ciclismo su strada
- 12 gennaio - 21 ottobre: UCI World Tour 2018
- 17 marzo: Milano-Sanremo 2018
- 4 - 27 maggio: Giro d'Italia 2018
- 7 - 29 luglio: Tour de France 2018
- 2 - 12 agosto: Campionati europei di ciclismo su strada 2018,  Glasgow
- 25 agosto - 16 settembre: Vuelta a España 2018
- 23 - 30 settembre: Campionati del mondo di ciclismo su strada 2018,  Innsbruck

### Ciclismo su pista
- 28 febbraio - 4 marzo: Campionati del mondo di ciclismo su pista 2018,  Apeldoorn
- 2 - 7 agosto: Campionati europei di ciclismo su pista 2018,  Glasgow
- 15 - 19 agosto: Campionati del mondo di ciclismo su pista juniors 2018,  Aigle
- 21 - 26 agosto: Campionati europei di ciclismo su pista Juniores e Under-23 2018,  Aigle

### Ciclocross
- 17 settembre 2017 - 28 gennaio: Coppa del mondo di ciclocross 2017-2018
- 3 -4 febbraio: Campionati del mondo di ciclocross 2018,  Valkenburg

### Mountain bike
- 7 agosto: Campionati europei di mountain bike 2018,  Glasgow
- 5 - 9 settembre: Campionati del mondo di mountain bike 2018,  Lenzerheide

## Curling
- 17 - 24 marzo: Campionato mondiale di curling femminile 2018,  North Bay

## Flag football
- Campionato mondiale di flag football 2018

## Football americano
- 4 febbraio: Super Bowl LII a Minneapolis,  Stati Uniti
- Campionato mondiale di football americano femminile 2018
- Campionato mondiale di football americano femminile Under-19 2018
- Campionato mondiale di football americano Under-19 2018
- 14-24 giugno: Campionato mondiale universitario di football americano 2018 a Harbin,  Cina
- 27-29 luglio: Campionato europeo di football americano 2018 (IFAF Paris) a Francoforte sul Meno,  Germania (rinviato a data da destinarsi)
- 29 luglio - 4 agosto: Campionato europeo di football americano 2018 (IFAF New York) a Vantaa,  Finlandia

## Ginnastica

### Ginnastica artistica
- 2 - 5 agosto: XXXII Campionati europei di ginnastica artistica femminile,  Glasgow
- 9 - 12 agosto: XXXIII Campionati europei di ginnastica artistica maschile,  Glasgow
- 25 ottobre - 3 novembre: Campionati mondiali di ginnastica artistica 2018,  Doha

### Ginnastica ritmica
- 30 marzo  - 26 agosto: Coppa del Mondo di ginnastica ritmica 2018
- 1º - 3 giugno: Campionati europei di ginnastica ritmica 2018,  Guadalajara
- 10 - 16 settembre: Campionati mondiali di ginnastica ritmica 2018,  Sofia

### Trampolino elastico
- 12 - 16 aprile: Campionati europei di trampolino elastico 2018,  Brighton
- 7 - 10 novembre: Campionati mondiali di trampolino elastico 2018,  San Pietroburgo

## Golf
- 8 - 12 agosto: Campionati europei di golf a squadre 2018,  Glasgow

## Judo
- 12 - 15 aprile: Campionati africani di judo 2018,  Tunisi
- 26 - 28 aprile: Campionati europei di judo 2018,  Tel Aviv
- 18 luglio: Campionati europei a squadre di judo 2018,  Ekaterinburg
- 20 - 27 settembre: Campionati mondiali di judo 2018,  Baku

## Karate
- 10 - 13 maggio: Campionati europei di karate 2018,  Novi Sad
- 6 - 11 novembre: Campionato mondiale di karate 2018,  Madrid

## Lotta
- 27 febbraio - 4 marzo: Campionati asiatici di lotta 2018,  Biškek
- 30 aprile - 6 maggio: Campionati europei di lotta 2018,  Kaspijsk
- 20 - 28 ottobre: Campionati mondiali di lotta 2018,  Budapest

## Nuoto
- 4 - 8 luglio: Campionati europei giovanili di nuoto 2018,  Helsinki
- 18 - 22 luglio: Campionati mondiali giovanili di nuoto sincronizzato 2018,  Budapest
- 3 - 12 agosto: Campionati europei di nuoto 2018,  Glasgow
- 9 - 14 agosto: Campionati panpacifici di nuoto 2018,  Tokyo
- 11 - 16 dicembre: Campionati mondiali di nuoto in vasca corta 2018,  Hangzhou

## Pallamano
- 12-28 gennaio: Campionato europeo maschile di pallamano 2018, Croazia
- 30 novembre - 16 dicembre: Campionato europeo femminile di pallamano 2018, Francia

## Pallanuoto
- 14 -28 luglio: Campionato europeo di pallanuoto 2018 (maschile),  Barcellona
- 14 -28 luglio: Campionato europeo di pallanuoto 2018 (femminile),  Barcellona

## Pallavolo
- 7 - 15 aprile: Campionato europeo maschile under 18 di pallavolo 2018,  Zlín e  Púchov
- 13 - 21 aprile: Campionato europeo femminile under 17 di pallavolo 2018,  Sofia
- 14 - 22 giugno: Campionato europeo maschile under 20 di pallavolo 2018,  Paesi Bassi e  Belgio
- 8 - 12 luglio: Campionato sudamericano femminile under 18 di pallavolo 2018,  Valledupar
- 8 - 14 luglio: Coppa panamericana femminile di pallavolo 2018,  Santo Domingo
- 28 agosto - 2 settembre: Coppa panamericana maschile di pallavolo 2018,  Córdoba
- 9 - 30 settembre: Campionato mondiale maschile di pallavolo 2018,  Bulgaria e  Italia
- 30 settembre - 21 ottobre: Campionato mondiale femminile di pallavolo 2018,  Giappone

## Pattinaggio

### Pattinaggio di figura
- 15 - 21 gennaio: Campionati europei di pattinaggio di figura 2018,  Mosca
- 21 - 25 marzo: Campionati mondiali di pattinaggio di figura 2018,  Milano

### Pattinaggio di velocità
- 5 - 8 gennaio: Campionati europei di pattinaggio di velocità 2018,  Kolomna
- 3 - 4 marzo: Campionati mondiali di pattinaggio di velocità sprint 2018,  Changchun

### Short Track
- 12 - 14 gennaio: Campionati europei di short track 2018,  Dresda
- 16 - 19 marzo: Campionati mondiali di short track 2018,  Montréal

## Pentathlon moderno
- 17 - 23 luglio: Campionato europeo di pentathlon moderno 2018,  Székesfehérvár
- 6 - 15 settembre: Campionato mondiale di pentathlon moderno 2018,  Città del Messico

## Pugilato
- 4 - 13 giugno: Campionati europei di pugilato dilettanti femminili 2018,  Sofia
- 9 settembre 2017 - 21 luglio: World Boxing Super Series 2017-2018 (pesi mediomassimi),  Mosca
- 16 settembre 2017 - 28 settembre: World Boxing Super Series 2017-2018 (pesi supermedi),  Gedda
- 15 - 24 novembre: Campionati mondiali di pugilato dilettanti femminile 2018,  Nuova Delhi

## Rugby a 7
- 20 - 22 luglio: Coppa del Mondo di rugby a 7 2018,  San Francisco

## Rugby a 15
- 3 febbraio - 17 marzo: Sei Nazioni 2018
- 11 maggio: Finale European Rugby Challenge Cup 2017-2018,  Bilbao
- 12 maggio: Finale European Rugby Champions Cup 2017-2018,  Bilbao
- 18 agosto - 6 ottobre: The Rugby Championship 2018

## Scherma
- 16 - 18 febbraio: Campionati del mediterraneo di scherma, Il Cairo,  Egitto
- 6 - 6 marzo: Europei cadetti di scherma, Soči,  Russia
- 6 - 11 marzo: Europei juniores di scherma, Soči,  Russia
- 1 - 9 aprile: Mondiali juniores di scherma, Verona,  Italia
- 1 - 10 aprile: Mondiali cadetti di scherma, Verona,  Italia
- 15 - 19 aprile: Europei under-23 di scherma, Erevan,  Armenia
- 7 - 9 giugno: Campionati italiani di scherma, Milano,  Italia
- 5 - 9 giugno: Campionati africani di scherma 2018,  Tunisi
- 15 - 20 giugno: Campionati panamericani di scherma 2018,  L'Avana
- 16 - 21 giugno: Europei di scherma, Novi Sad,  Serbia
- 17 - 22 giugno: Campionati asiatici di scherma 2018,  Bangkok
- 24 - 25 giugno: Giochi del Mediterraneo, Tarragona,  Spagna
- 19 - 27 luglio: Mondiali di scherma, Wuxi,  Cina
- 7 - 10 ottobre: Olimpiadi giovanili di scherma, Buenos Aires,  Argentina
- 13 - 16 dicembre: Mondiali militari di scherma, Nancy,  Francia

## Sci

### Biathlon
- 26 novembre 2017 - 25 marzo: Coppa del Mondo di biathlon 2018
- 24 - 28 gennaio: Campionati europei di biathlon 2018,  Val Ridanna
- 26 febbraio - 4 marzo: Campionati mondiali juniores di biathlon 2018,  Otepää

### Combinata nordica
- 24 novembre 2017 - 25 marzo: Coppa del Mondo di combinata nordica 2018

### Salto con gli sci
- 18 novembre 2017 - 26 marzo: Coppa del Mondo di salto con gli sci 2018

### Sci alpino
- 28 ottobre 2017 - 18 marzo: Coppa del Mondo di sci alpino 2018
- 29 novembre 2017 - 19 marzo: Coppa Europa di sci alpino 2018

### Sci di fondo
- 24 novembre 2017 - 18 marzo: Coppa del Mondo di sci di fondo 2018
- 30 dicembre 2017 - 7 gennaio: Tour de Ski 2017-2018

## Skeleton
- 4 novembre 2017 - 12 gennaio: Coppa Nordamericana di skeleton 2018
- 4 novembre 2017 - 13 gennaio: Coppa Intercontinentale di skeleton 2018
- 9 novembre 2017 - 19 gennaio: Coppa del Mondo di skeleton 2018
- 11 novembre 2017 - 19 gennaio: Coppa Europa di skeleton 2018
- 15 dicembre 2017: Campionati europei di skeleton 2018,  Igls
- 19 gennaio: Campionati europei juniores di skeleton 2018
- 26 gennaio: Campionati mondiali juniores di skeleton 2018,  Sankt Moritz

## Slittino
- 18 novembre 2017 - 28 gennaio: Coppa del Mondo di slittino 2018
- 7 dicembre 2017 - 21 gennaio: Coppa del Mondo juniores di slittino 2018
- 8 - 9 dicembre 2017[1]: Campionati pacifico-americani di slittino 2018,  Calgary
- 2 dicembre 2017 - 17 febbraio: Coppa del Mondo di slittino su pista naturale 2018
- 20 - 21 gennaio: Campionati europei juniores di slittino 2018,  Winterberg
- 27 - 28 gennaio: Campionati europei di slittino 2018,  Sigulda
- 2 - 3 febbraio: Campionati mondiali juniores di slittino 2018,  Altenberg

## Snowboard
- 9 settembre 2017- 24 marzo: Coppa del Mondo di snowboard 2018

## Sollevamento pesi
- 28 marzo - 1 aprile: Campionati europei di sollevamento pesi 2018,  Bucarest
- 1º - 10 novembre: Campionati mondiali di sollevamento pesi 2018,  Aşgabat

## Sport motoristici

### Automobilismo
- 2 dicembre 2017 - 15 luglio: Campionato di Formula E 2017-2018
- 25 gennaio - 18 novembre: Campionato del mondo rally 2018
- 25 marzo - 25 novembre: Campionato mondiale di Formula 1 2018
- 31 marzo – 7 ottobre: TCR Asia Series 2018
- 7 aprile - 25 novembre: Campionato FIA di Formula 2 2018
- 8 aprile - 18 novembre: WTCR 2018
- 13 aprile - 16 settembre: Campionato europeo della montagna 2018
- 5 maggio - 16 giugno 2019: Campionato del mondo Endurance 2018-2019
- 12 maggio - 25 novembre: GP3 Series 2018
- 27 maggio: 500 Miglia di Indianapolis 2018,  Indianapolis
- 16 - 17 giugno: 24 Ore di Le Mans 2018,  Le Mans (gara valida per il mondiale endurance)

### Motociclismo
- 4 marzo – 30 settembre: Campionato mondiale di motocross 2018
- 24 febbraio – 27 ottobre: Campionato mondiale Superbike 2018
- 25 febbraio – 27 ottobre: Campionato mondiale Supersport 2018
- 18 marzo – 18 novembre: Motomondiale 2018
- 15 aprile – 30 settembre: Campionato europeo Superstock 1000 2018
- 2 - 8 giugno: Tourist Trophy 2018

### Automobilismo e motociclismo
- 6 - 20 gennaio: Rally Dakar 2018,  Perù,  Bolivia e  Argentina
- 24 giugno: Pikes Peak International Hill Climb 2018,  Colorado Springs

## Taekwondo
- 10 - 13 maggio: Campionati europei di taekwondo 2018,  Kazan'

## Tennis
- 15 - 28 gennaio: Australian Open 2018,  Melbourne
- Open di Francia 2018,  Parigi
- Torneo di Wimbledon 2018,  Londra
- US Open 2018,  New York

## Tennistavolo
- 15 - 19 marzo: Campionati oceaniani di tennistavolo 2018,  Gold Coast

## Tiro
- 18 - 25 febbraio: Campionati europei di tiro da 10 metri 2018,  Győr
- 2 - 12 agosto: Campionati europei di tiro a volo 2018,  Leobersdorf

## Tiro con l'arco
- 14 - 19 febbraio: Campionati mondiali di tiro con l'arco indoor 2018,  Yankton

## Triathlon
- 9 - 11 agosto: Campionati europei di triathlon del 2018,  Glasgow

## Manifestazioni multisportive
- 9 - 25 febbraio: XXIII Giochi olimpici invernali,  Pyeongchang
- 9 - 18 marzo: XII Giochi paralimpici invernali,  Pyeongchang
- 4 - 15 aprile: XXI Giochi del Commonwealth,  Gold Coast
- 26 maggio - 8 giugno: XI Giochi sudamericani,  Cochabamba
- 22 giugno - 1º luglio: XVIII Giochi del Mediterraneo,  Tarragona
- 2 - 12 agosto: Campionati europei 2018,  Berlino e  Glasgow
- 18 agosto - 2 settembre: XVIII Giochi asiatici,  Giacarta e Palembang
- 6 - 18 ottobre: III Giochi olimpici giovanili estivi,  Buenos Aires